# Mads Fenger
Mads Fenger Nielsen (født 10. september 1990) er en dansk professionel fodboldspiller, der spiller for AC Horsens.

## Karriere
Mads Fenger skiftede til Randers FC i 2007 hvor han spillede for klubbens 2. hold Randers Freja indtil han skrev under på en fuldtidskontrakt i starten af 2009. Tidligere havde han som ungdomsspiller spillet i IK Skovbakken i Århus. Trods sin unge alder lykkedes det ham at tilspille sig en stamplads i Randers FC's centerforsvar allerede i sit første år i klubben. Ingen har spillet flere førsteholdskampe i Randers FC.

### Hammarby IF
Den 17. februar 2017 blev det offentliggjort, at Fenger skiftede til Hammarby IF.